# Cyanure de triméthylsilyle
Le cyanure de triméthylsilyle est le composé organique de formule semi-développée (CH3)3SiCN. Ce liquide volatil consiste en un groupe cyanure, -CN lié à un groupe triméthylsilyle.
Cette molécule est utilisée en synthèse organique comme équivalent à l'acide cyanhydrique (HCN). Elle est préparée par réaction du cyanure de lithium et du chlorure de triméthylsilyle:
LiCN + (CH3)3SiCl → (CH3)3SiCN  + LiCl
Dans sa principale application, le cyanure de triméthylsilyle s'additionne sur une double liaison carbone-oxygène comme sur les aldéhydes:
RCHO +(CH3)3SiCN  → RCH(CN)OSi(CH3)3
Le produit est une cyanohydrine O-silylée.
Un autre usage de ce réactif est la conversion de pyridine-N-oxydes en 2-cyanopyridines. Cette réaction est plus efficace dans le dichlorométhane en utilisant du chlorure de diméthyl carbomyl comme électrophile activant. Il est aussi possible d'utiliser du chlorure de benzoyle mais le rendement et la régiosélectivité de l'addition du groupe cyano est moins bonne.
Enfin par réaction avec C6F5XeF, il fournit le composé organoxénon C6F5XeCN.

## Sécurité
Le cyanure de triméthylsilyle doit être manipulé avec beaucoup de précautions car il s'hydrolyse facilement en donnant de l'acide cyanhydrique:
2 (CH3)3SiCN + H2O → (CH3)3SiOSi(CH3)3 + 2 HCN